# Сангар
Санга́р (эвенк. Саӈāр; эвен. Хаӈāр) — посёлок городского типа, административный центр и самый крупный населённый пункт Кобяйского улуса Республики Саха (Якутия).

## География
Расположен на правом берегу реки Лена. Возле Сангара, к востоку от посёлка, течёт приток Лены река Чочума, которая здесь меняет направление течения на северо-западное.
Расстояние до города Якутска: наземным путём — 334 км, воздушным — 240, водным — 330.

## Топоним
Слово Сангар у эвенков дословно обозначает дыра, отверстие. Название посёлка пошло от названия сопки, у подножия которой он расположен.

## История
Поселение возникло в 1928 году в связи с открытием и разработкой месторождения каменного угля.
В июне 1942 года при взрыве газа и пыли в шахте № 2 погибло 22 шахтёра.
Отнесён к категории рабочих посёлков в 1940 году. В 1959 году посёлку был присвоен статус районного центра. В 1968 году открыта районная библиотека, в мае 1969 года — плавательный бассейн. Начала работать ДЮСШ, Автобаза — цех вспомогательного производства.
Во времена существования шахты «Сангарская» население было занято в основных и вспомогательных производствах угледобычи, аэропорта, завода стройматериалов, рыбозавода, типографии. С 1958 по 1965 год в посёлке базировалась Северо-якутская нефтеразведочная экспедиция (СЯНРЭ).
В 1970—1980-х годах базировалась Сангарская нефтегазоразведочная экспедиция (СНГРЭ).
В 1997 году было вынесено решение о закрытии шахты «Сангарская», так как производство было признано убыточным.
В июне 2023 года было открыто новое здание аэропорта.

## Население
| 1939  | 1959  | 1970  | 1979    | 1989    | 2002  | 2009  |
| ----- | ----- | ----- | ------- | ------- | ----- | ----- |
| 2226  | ↗4900 | ↗6685 | ↗10 252 | ↘10 107 | ↘4789 | ↘4118 |
| 2010  | 2011  | 2012  | 2013    | 2014    | 2015  | 2016  |
| ↗4377 | ↘4360 | ↘4215 | ↘4103   | ↘4036   | ↗4049 | ↘3974 |
| 2017  | 2018  | 2019  | 2020    | 2021    | 2022  | 2023  |
| ↘3861 | ↘3799 | ↘3690 | ↘3624   | ↘3289   | ↘3267 | ↗3270 |

## Известные уроженцы, жители
В посёлке родился бывший заместитель генерального прокурора РФ В. В. Колмогоров, получивший известность в связи с делом Гусинского.
Также в поселке 3 марта 1994 года родилась российская певица и инженер Юлия Андреевна Щербакова, получившая широкую известность исполнением шлягеров советской эстрады и иных лирических композиций.

## Инфраструктура
В посёлке имеются Дом культуры, клубы, профтехучилище, средние общеобразовательные: средняя школа № 1, Национальная школа, Сангарская гимназия, спортивная и музыкальная школы, учреждения здравоохранения, торговли и бытового обслуживания, гидроаэропорт.

## Достопримечательности
- Памятник воинам-землякам, погибшим в годы Великой Отечественной войны (1941—1945 гг.) в посёлке на пересечении улиц Ленина и П. П. Кочнева.
- Памятник (бюст) Героя Советского Союза А. П. Зейберлина и сквер.

## Транспорт
Транспортное сообщение с Якутском: зимой — по зимникам, значительная часть которого проходит по руслу реки Лена, осенью и весной — авиационным транспортом самолётами АН-2, Л-410 и вертолётами МИ-8 с с. Маган, выполняющим роль аэропорта местного значения для г. Якутска, летом — речными пассажирскими и грузовыми судами. С населёнными пунктами улуса зимой — зимниками, в остальное время года — воздушным транспортом, но крайне нерегулярно. До 1990 года аэропорт принимал воздушные суда ЯК-40 и АН-24, ежедневно принимал и отправлял до 10 регулярных пассажирских рейсов.